# Emil Faller
Emil Faller (* 29. Dezember 1904 in Neustadt/Harz; † 23. Juli 1978 in Schopfheim) war ein Funktionär der Kommunistischen Partei Deutschlands (KPD), der unter der nationalsozialistischen Diktatur politisch verfolgt wurde. Von 1945 bis 1969 war er Bürgermeister der damals noch selbständigen Gemeinde Fahrnau.

## Familie
Faller war ein Sohn des Werkmeisters Alfred Faller († 1918) und dessen Ehefrau Berta geb. Wagner († 1920). Am 21. März 1932 heiratete er Frieda geb. Schneider, verwitwete Leus (1906–1991), mit der er die Kinder Doris (* 1932) und Hans (* 1939) hatte. Faller und seine Frau kamen beide aus dem Arbeitermilieu.

## Leben
Faller besuchte die Volksschule in Freiburg, Neustadt und Schopfheim und arbeitete anschließend in der Weberei Langenau. Eine Bäckerlehre brach Faller ab. Danach arbeitete er wieder vornehmlich als Weber, begab sich aber auch auf Wanderschaft und war währenddessen auch bei der Firma Siemens in Berlin beschäftigt.
Seit 1923 Mitglied der Sozialistischen Arbeiter-Jugend (SAJ) trat Faller 1924 in die SPD ein. „Als Folge des promilitärischen Kurses“ der SPD trat er 1928 zur Kommunistische Partei Deutschlands (KPD) über. Zeitweise war er auch Mitglied im Roten Frontkämpferbund (RFB) und der Revolutionären Gewerkschafts-Opposition. In der KPD war er als Organisationsleiter in Schopfheim und als stellvertretender Leiter des Unterbezirks Lörrach aktiv. 1930 wurde er als Vertreter der KPD in den Gemeinderat der Stadt Schopfheim gewählt.

### Politische Verfolgung
Nach der nationalsozialistischen Machtergreifung vom 30. Januar 1933 wurde Faller aufgrund der Reichstagsbrandverordnung am 2. März 1933 (d. h. vor der Reichstagswahl vom 5. März 1933) in das Schopfheimer Gefängnis eingeliefert und am 5. April in das Amtsgefängnis Freiburg und kurz darauf in das dortige Landesgefängnis verlegt. Es wurde ihm vorgeworfen für die von der Nationalsozialistische Deutsche Arbeiterpartei (NSDAP) für illegal erklärte Arbeit der KPD Deckadressen geschaffen zu haben. Am 29. Mai 1933 kam er dann in das KZ Heuberg, wo er bis zur Auflösung der Lagers am 20. Dezember 1933 inhaftiert war und misshandelt wurde. Von Oktober bis Dezember 1933 war Fallers Ehefrau Frieda im Schopfheimer Gefängnis inhaftiert.
Nach Auflösung des Lagers Heuberg wurde Faller zunächst in das KZ Kislau verlegt, aber am 3. Januar 1934 für einige Wochen zur Vernehmung ins KZ Oberer Kuhberg gebracht, wo er ebenfalls misshandelt wurde und er in einen fünftägigen Hungerstreik trat. Vom 22. Februar bis März 1934 war er dann wieder im KZ Kislau. Am 16. März 1934 wurde Faller nach Abgabe einer erzwungenen Loyalitätserklärung aus der Haft entlassen. Gleichwohl beteiligte sich Faller weiter an den sehr eingeschränkten Aktivitäten der KPD, wozu 1935 auch wieder das Einschmuggeln und Verteilen von Flugblättern aus der Schweiz gehörte.
Am 9. Juli 1936 wurde Faller erneut verhaftet und in das Lörracher Untersuchungsgefängnis gebracht, wo er wiederum misshandelt wurde. In dieser Situation „bekannte“ er in einem in der nationalsozialistischen Zeitung Der Führer veröffentlichten Brief „Irrtümer seiner politischen Vergangenheit“. „Ich verlor den Glauben an den Kommunismus.“ Am 25. November 1936 kam er in das Bezirksgefängnis Karlsruhe und am 28. Dezember 1936 wurde Faller in das Zuchthaus Ludwigsburg verlegt. Erst am 17. Dezember 1938 wurde Faller aus der Haft entlassen.
Im Herbst 1944 wurde Faller zur Wehrmacht eingezogen und auf dem Truppenübungsplatz Baumholder für das Strafbataillon 999 drei Wochen ausgebildet. Zu dieser Zeit wurde jedoch die weitere Rekrutierung für das Strafbataillon gestoppt. „Nach Auflösung des Ersatz-Bataillons 999 im September 1944 wurden die letzten Angehörigen über das KZ Buchenwald als nunmehr wieder Wehrunwürdige entlassen.“ Faller wurde am 27. September 1944 in Buchenwald eingeliefert und wurde nach zwei Wochen wieder entlassen.

### Nachkriegszeit
Faller wurde am 11. Mai 1945 von der französischen Besatzungsverwaltung zunächst als kommissarischer Bürgermeister von Fahrnau eingesetzt. Danach wurde er mit Unterstützung der SPD und KPD als Bürgermeister gewählt und übte dieses Amt bis 1. Dezember 1969 aus. 1971 wurde er als Kandidat der SPD in den Stadtrat von Schopfheim und den Kreistag des Landkreises Lörrach gewählt.
1957 veröffentlichte Faller seine Dorfchronik Ein Lichtgang durch die Vergangenheit des Dorfes Fahrnau und 1976 die Broschüre Zum Gedächtnis an die Opfer der politischen und rassischen Verfolgungen im »Dritten Reich« 1933–1945 in Schopfheim, die 1988 posthum eine Zweitauflage erlebte. 1983 gab Manfred Bosch den Briefwechsel zwischen Emil und Frieda Faller während Fallers Inhaftierung 1933–1938 heraus. Bosch fügte dem einen Lebensabriss der Fallers bei und Martin Walser ein Nachwort.

## Schriften
- Ein Lichtgang durch die Vergangenheit des Dorfes Fahrnau, Verlag: Selbstverlag der Gemeinde, 1957.
- Wir trugen die Last, bis sie zerbrach. Ein deutscher Briefwechsel 1933–1938 (zusammen mit Frieda Faller), Dreisam-Verlag, Freiburg i. Br. 1983, ISBN 3-921472-79-2
- Zum Gedächtnis an die Opfer der politischen und rassischen Verfolgungen im »Dritten Reich« 1933–1945 in Schopfheim, 2. Auflage, Schopfheim 1988 (1. Auflage, Schopfheim 1976)

## Gedenken

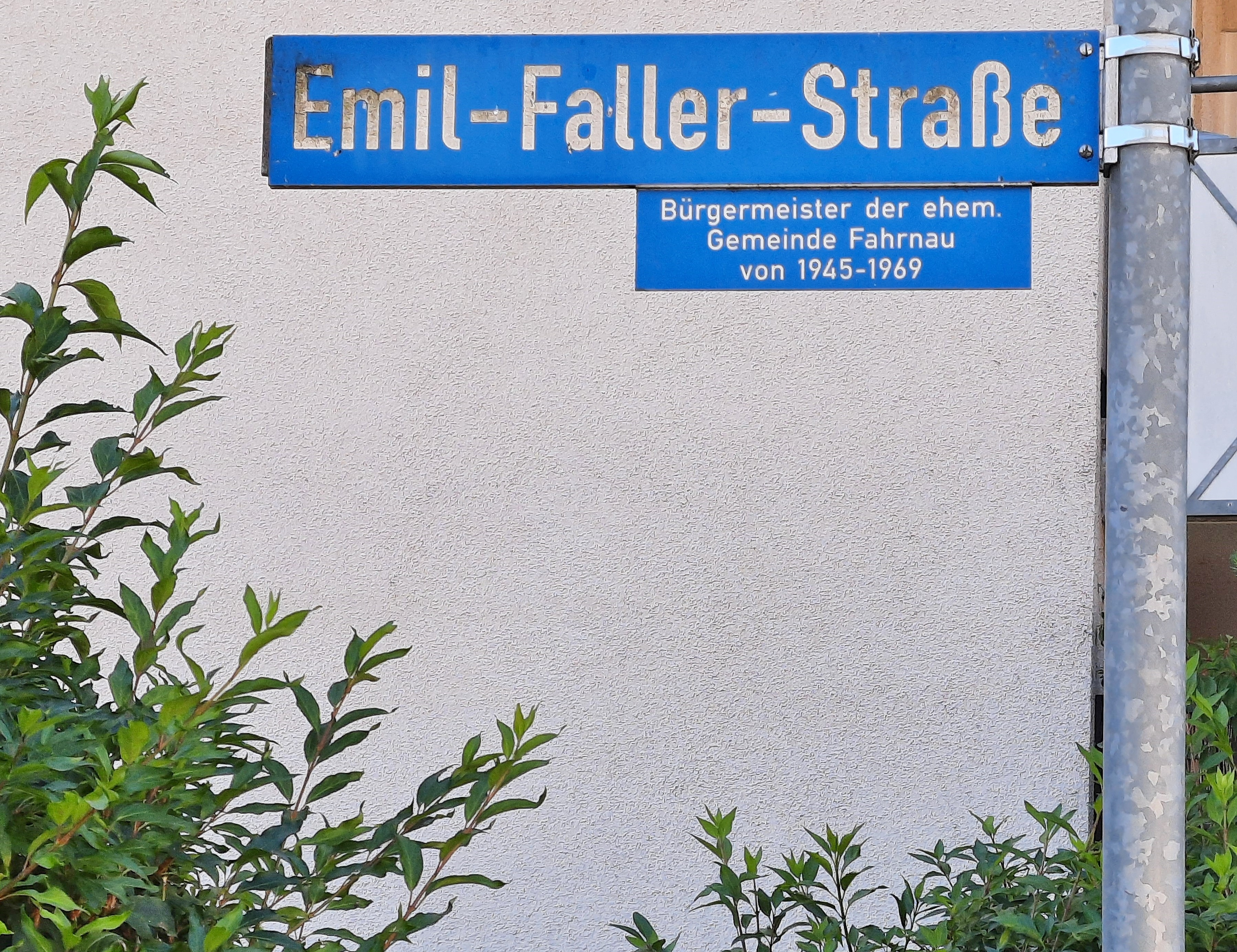
Straßenschild der Emil-Faller-Straße in Schopfheim-Fahrnau mit der Erläuterung zum Namensgeber.

In Schopfheim-Fahrnau gibt es eine Emil-Faller-Straße.